# Doug Bing
Doug Bing (né en 1950 ou 1951) est un homme politique canadien, il est élu à l'Assemblée législative de la Colombie-Britannique lors de l'élection de 2013 sous la barrière du Parti libéral provinciale qui représente la circonscription électorale de Maple Ridge-Pitt Meadows.
Avant devenir député, il a été conseiller municipal à trois reprises à Pitt Meadows.